# Alexandr Ivanov (vzpěrač)
Alexandr Konstantinovič Ivanov (rusky Александр Константинович Иванов; * 22. července 1989, stanice Novomyšastovskaja, Kubáň) je ruský vzpěrač, vícenásobný mistr světa a stříbrný olympijský medailista z roku 2012 ve hmotnostní kategorii do 94 kilogramů.
V roce 2016 byl dodatečně pozitivně dopingově testován (v rámci druhé vlny opětovného testování vzorků odebraných během Her v Londýně). Závodníkovi byla v důsledku toho pozastavená činnost a po potvrzení provinění o svou medaili přijde , což se 14. září 2016 i stalo.

## Výsledky

### 2005
- Mistrovství Evropy do 17 let ve vzpírání 2005, Sofie, Bulharsko
  -  Trh, do 77 kg (145 kg)
  -  Nadhoz, do 77 kg (180 kg)
  -  Dvojboj, do 77 kg (325 kg)
- Mistrovství Ruska do 18 let ve vzpírání, Brjansk
  -  Dvojboj, do 77 kg (333 kg; 150 + 183 kg)

### 2006
- Mistrovství Ruska juniorů ve vzpírání 2006, Vladimir
  - Do 85 kg (355 kg; 160 + 195 kg)
- Mistrovství světa juniorů ve vzpírání 2006, Chang-čou, ČLR
  - 4. místo: trh, do 85 kg (160 kg)
  - 4. místo: nadhoz, do 85 kg (195 kg)
  - 4. místo: dvojboj, do 85 kg (355 kg)
- Mistrovství Evropy juniorů ve vzpírání 2006, Palermo, Itálie
  -  Trh, do 85 kg (158 kg)
  -  Nadhoz, do 85 kg (191 kg)
  -  Dvojboj, do 85 kg (349 kg)
- Mistrovství Ruska do 18 let ve vzpírání, Lipeck
  -  Trh, do 85 kg (150 kg)
  -  Nadhoz, do 85 kg (191 kg)
  -  Dvojboj, do 85 kg (341 kg)

### 2007
- Mistrovství světa juniorů ve vzpírání 2007, Praha
  -  Trh, do 85 kg (163 kg)
  -  Nadhoz, do 85 kg (196 kg)
  -  Dvojboj, do 85 kg (359 kg)
- Pohár Ruska, Něvinnomyssk
  -  Trh, do 85 kg (170 kg)
  -  Nadhoz, do 85 kg (205 kg)
  -  Dvojboj, do 85 kg (375 kg)

### 2008
- Mistrovství Ruska juniorů ve vzpírání 2008, Kursk
  -  Trh, do 85 kg (171 kg)
  -  Nadhoz, do 85 kg (200 kg)
  -  Dvojboj, do 85 kg (371 kg)
- Mistrovství světa juniorů ve vzpírání 2008, Cali, Kolumbie
  -  Trh, do 85 kg (165 kg)
  -  Nadhoz, do 85 kg (200 kg)
  -  Dvojboj, do 85 kg (365 kg)
- Pohár Ruska, Penza
  -  Trh, do 94 kg (169 kg)
  -  Nadhoz, do 94 kg (208 kg)
  -  Dvojboj, do 94 kg (377 kg)
- Akademické mistrovství Ruska ve vzpírání, Moskva
  -  Trh, do 94 kg (161 kg)
  -  Nadhoz, do 94 kg (196 kg)
  -  Dvojboj, do 94 kg (357 kg)

### 2009
- Mistrovství Ruska juniorů ve vzpírání 2009, Vladimir
  -  Trh, do 94 kg (169 kg)
  -  Nadhoz, do 94 kg (210 kg)
  -  Dvojboj, do 94 kg (379 kg)
- Mistrovství světa juniorů ve vzpírání 2009, Bukurešť, Rumunsko
  -  Trh, do 94 kg (175 kg)
  -  Nadhoz, do 94 kg (210 kg)
  -  Dvojboj, do 94 kg (385 kg)
- Akademické mistrovství Ruska ve vzpírání, Moskva
  -  Trh, do 94 kg (175 kg)
  -  Nadhoz, do 94 kg (220 kg)
  -  Dvojboj, do 94 kg (395 kg)

### 2010
- Mistrovství Ruska ve vzpírání 2010, Kursk
  -  Trh, do 94 kg (183 kg)
  -  Nadhoz, do 94 kg (225 kg)
  -  Dvojboj, do 94 kg (408 kg)
- Mistrovství světa ve vzpírání 2010, Antalya, Turecko
  -  Trh, do 94 kg (185 kg)
  -  Nadhoz, do 94 kg (218 kg)
  -  Dvojboj, do 94 kg (403 kg)
- Akademické mistrovství Ruska ve vzpírání, Moskva
  -  Trh, do 94 kg (170 kg)
  -  Nadhoz, do 94 kg (185 kg)
  -  Dvojboj, do 94 kg (355 kg)

### 2011
- Mistrovství Ruska ve vzpírání 2011, Penza
  -  Trh, do 94 kg (177 kg)
  -  Nadhoz, do 94 kg (215 kg)
  -  Dvojboj, do 94 kg (392 kg)
- Mistrovství světa ve vzpírání 2011, Paříž, Francie
  -  Trh, do 94 kg (186 kg)
  - 4. místo: dvojboj, do 94 kg (401 kg)
- mezinárodní turnaj „Pohár prezidenta Ruské federace ve vzpírání“, Bělgorod, Rusko
  -  Trh, do 94 kg (176 kg)
  -  Nadhoz, do 94 kg (210 kg)
  -  Dvojboj, do 94 kg (386 kg)

### 2012
- Mistrovství Ruska ve vzpírání 2012, Saransk
  -  Trh, do 94 kg (185 kg)
  -  Nadhoz, do 94 kg (226 kg)
  -  Dvojboj, do 94 kg (411 kg)
- Olympijské hry 2012, Londýn, Spojené království
  -  Dvojboj, do 94 kg (409 kg; „malé“ medaile se neudělují; 185 kg + 224 kg)

### 2013
- Letní univerziáda 2013, Kazaň
  -  Dvojboj, do 94 kg (395 kg; „malé“ medaile se neudělují; 181 kg + 214 kg)
- Mistrovství světa ve vzpírání 2013, Vratislav, Polsko
  -  Trh, do 94 kg (180 kg)
  -  Nadhoz, do 94 kg (222 kg)
  -  Dvojboj, do 94 kg (402 kg)